# Liste der Präsidenten Sardiniens

## Verzeichnis der Gouverneure
- 1943: Antonio Basso
- 1943–1944: Giovanni Magli

## Verzeichnis der Hochkommissare
- 1944–1949: Pietro Pinna Parpaglia

## Verzeichnis der Präsidenten des Regionalausschusses
- 1949–1954: Luigi Crespellani
- 1954–1955: Alfredo Corrias
- 1955–1958: Giuseppe Brotzu
- 1958–1966: Efisio Corrias
- 1966–1967: Paolo Dettori
- 1967–1970: Giovanni Del Rio
- 1970: Lucio Abis
- 1970–1972: Antonio Giagu De Martini
- 1972: Pietro Soddu
- 1972: Salvator Angelo Spano
- 1972–1973: Antonio Giagu De Martini
- 1973–1976: Giovanni Del Rio
- 1976–1979: Pietro Soddu
- 1979: Mario Puddu
- 1979–1980: Alessandro Ghinami
- 1980: Pietro Soddu
- 1980: Mario Puddu
- 1980–1982: Francesco Rais
- 1982: Mario Melis
- 1982–1984: Angelo Rojch
- 1984–1989: Mario Melis
- 1989–1991: Mario Floris
- 1991–1994: Antonello Cabras
- 1994–1999: Federico Palomba
- 1999: Mauro Pili
- 1999: Gian Mario Selis
- 1999–2001: Mario Floris
- 2001–2003: Mauro Pili
- 2003–2004: Italo Masala

## Verzeichnis der Präsidenten der Region
- 2004–2008: Renato Soru
- 2009–2014: Ugo Cappellacci
- 2014–2019: Francesco Pigliaru
- 2019–2024: Christian Solinas
- seit 2024: Alessandra Todde

## Verzeichnis der Präsidenten des Regionalrates
- 1949–1951: Anselmo Contu
- 1951–1953: Alfredo Corrias
- 1953–1954: Alfredo Corrias
- 1954–1957: Efisio Corrias
- 1957–1958: Efisio Corrias
- 1958–1961: Agostino Cerioni
- 1961–1965: Agostino Cerioni
- 1965–1968: Agostino Cerioni
- 1968–1969: Paolo Dettori
- 1969–1974: Felice Contu
- 1974–1977: Felice Contu
- 1977–1979: Andrea Raggio
- 1979–1981: Armando Corona
- 1981–1983: Alessandro Ghinami
- 1983–1984: Francesco Rais
- 1984–1989: Emanuele Sanna
- 1989–1991: Salvatorangelo Mereu
- 1991–1994: Mario Floris
- 1994–1999: Gianmario Selis
- 1999–2004: Efisio Serrenti
- seit 2004: Giacomo Spissu